# Коломацкий сельский совет
Коломацкий сельский совет (укр. Коломацька сільська рада) — входит в состав
Полтавского района
Полтавской области
Украины.
Административный центр сельского совета находится в 
с. Коломацкое.

## Населённые пункты совета
- с. Коломацкое
- с. Дудниково
- с. Степановка